# Gnash
Gnash é um projeto GNU para criar um player livre de filmes no formato Macromedia Flash. Os desenvolvedores planejam escrever uma aplicação independente e um plugin para o navegador de internet Mozilla Firefox. Posteriormente plugins para outros navegadores também devem ser escritos. Escrever um software livre tocador de Flash tem sido uma prioridade do projeto GNU por algum tempo. Antes do projeto Gnash, o projeto GNU chamou desenvolvedores para contribuir com o projeto GPLFlash.

## História
O Gnash é um fork do código fonte em domínio público do projeto GameSWF. Os termos para distribuição do Gnash são os da GNU General Public License, mas código desenvolvido pelo projeto Gnash que pode ser útil no GameSWF será colocado em domínio público. O projeto foi anunciado  pelo desenvolvedor e filantropista John Gilmore.
Seu mantenedor é Rob Savoye.

## Informações técnicas
Como o GameSWF, parte da renderização feita pelo Gnash usa a OpenGL. Outro atributo herdado do GameSWF é que o programa é escrito na linguagem de programação C++, em contraste com a maioria dos projetos GNU, que usualmente são escritos em C ou Lisp.